# Postis Per
Postis-Per, tidigare under originaltiteln Postman Pat, är en brittisk stop motion-animerad tv-serie om en brevbärare. Serien är skapad av John Cunliffe för BBC. Postis-Per har bearbetats för TV av Ivor Wood.

## Spel
Postis-Per hade rollen i tre Amiga-spel. Det första släpptes år 1989 i genren plattform och hette Postman Pat, det andra spelet i serien var också ett plattformsspel, släpptes år 1991 och hette Postman Pat 2, det tredje spelet var dock mer i arkadgenren; det släpptes 1992 och hette Postman Pat 3.

## Handling
Per är brevbärare och bor i Grönby.
Han åker runt i sin röda postbil och lämnar och hämtar post till invånarna i Grönby. Samtidigt så försöker han hjälpa dem med deras problem och det är oftast så äventyren börjar.
Hans svartvita katt Frasse följer nästan alltid med honom vart han än går.

## Figurer
- Postis Per
- Sara (Pers fru)
- Jakob / Julius (Pers son)
- Kisse / Frasse (Jess)
- Fru Gunvor / Fru Gomander (Anställd på postkontoret)
- Pastor Salming
- Harry Persson / Peter Fröjd (bonde)
- Fröken Gärda / Fröken Helsing
- John Nilsson / Herr Pralin (Skollärare)
- Kalle Nilsson / Kalle Pralin (Johns son och en ivrig elev)
- Alf Jonsson / Alf Thonberg (Bonde)
- Doris Jonsson / Doris Thonberg (Alfs fru)
- Fru Påhlsson / Fru Plottman (Anställd på Västergården / Grönby gård)
- Kattis och Tommy Påhlsson / Kicki och Tom Plottman (Tvillingarna på Västergården / Grönby gård)
- Poliskonstapel Kronan / Poliskonstapel Selby (Polismästare)
- Snickar-Janne / Ted Klang
- Johan Jonsson / Bill Thonberg (Alf och Doris' son)
- Lasse Larsson / Gunnar Lagerkrans (hönsbonde)
- Major Stolpe / Major Stark
- Doktor Göransson / Doktor Gunnarson
- Hasse / Sam (Köpman i blå varubil)
- Bästmor Dahlblom / Farmor Dugge

## Avsnitt

### Säsong 1
- Dockan som blev borta
- Hönan som stal som en skata
- Hemlisen
- En ordentlig ovädersdag
- Får på villa spår
- Sommargäster i dalen
- En varm dag
- En blåsig dag
- Dimma i dalen
- Den svåra dagen
- Per och slädturen
- Per får ett viktigt meddelande

### Säsong 2
- Per och hålet i vägen
- Per och pansaret
- Per i svårigheter
- Ett spår av snöre
- Må bästa stad vinna
- Per målar taket
- Per har för många paket
- Den stora överraskningen
- Roboten
- Filmvisningen
- Grönbymonsteret
- Per och den stora överraskningen

### Specialavsnitt
- Postis Per och leksakssoldaten
- Postis Per tar bussen
- Postis Per och tuban
- Postis Per och barometern